# Josip Fon
Josip Fon (24. nebo 26. dubna 1865 Volče – 23. nebo 26. prosince 1926 Maribor) byl rakouský právník a politik slovinské národnosti z Gorice a Gradišky, na počátku 20. století poslanec Říšské rady.

## Biografie
Byl radou zemského soudu v Gorici. Pocházel z rolnické rodiny. Sloužil jako jednoroční dobrovolník v armádě u 62. pěšího regimentu. Studoval na Univerzitě ve Štýrském Hradci. Podle jiného zdroje ovšem po absolvování gymnázia v Gorici studoval práva na Vídeňské univerzitě, kde promoval roku 1891. Nastoupil do soudní služby. Byl soudcem v Gorici. Po první světové válce odešel do Lublaně, kde byl v březnu 1920 jmenován zemským komisařem spravedlnosti v zemské vládě Slovinska. Na podzim 1922 se stal místopředsedou krajského soudu v Mariboru.
Od roku 1907 byl politicky aktivní. Působil jako poslanec Říšské rady (celostátního parlamentu Předlitavska), kam usedl ve volbách do Říšské rady roku 1907, konaných poprvé podle všeobecného a rovného volebního práva. Byl zvolen za obvod Gorice 02. Mandát zde obhájil ve volbách do Říšské rady roku 1911. Jako poslanec Říšské rady vystupoval na obhajobu práv etnických Slovinců, zejména v oblasti školství. Požadoval, aby na střední školy byli přijati slovinští pedagogové.
Ve volbách roku 1907 byl popisován jako slovinský klerikální kandidát. Po volbách roku 1907 byl uváděn coby člen poslaneckého Slovinského klubu, po volbách roku 1911 jako člen Chorvatsko-slovinského klubu. Spoluzakládal Slovinskou lidovou stranu v regionu Gorice a Gradiška. V prosinci 1917 se Fon spolu s Francem Grafenauerem a Lovro Pogačnikem stal místopředsedou celonárodní Slovinské lidové strany.
V roce 1907 se stal i členem obecní rady v Gorici. V květnu 1912 byl zvolen předsedou Gorického svazu, který sdružoval 87 zemědělských družstevních organizací. Roku 1909 usedl jako poslanec na Zemský sněm Gorice a Gradišky. Mandát zde obhájil v roce 1913. Na zemském sněmu spolupracoval s furlanskými poslanci.